# Polygala tonkinensis
Polygala tonkinensis är en jungfrulinsväxtart som beskrevs av Chod.. Polygala tonkinensis ingår i släktet jungfrulinssläktet, och familjen jungfrulinsväxter. Inga underarter finns listade i Catalogue of Life.